# Битва при Линданисе
Битва при Линдани́се (15 июня 1219 года), Ревельская битва — сражение (битва) между войском датского короля Вальдемара II и объединёнными силами язычников-эстов, состоявшееся неподалёку от нынешнего Таллина в ходе Северных крестовых походов и завершившееся победой датчан. 
Разгром войска эстов позволил Вальдемару II захватить большую часть их земель и основать на этих землях герцогство Эстляндское. Король Дании возвратился домой, но оставил в Ревеле воинов и епископов, чтобы утвердить там Христианскую Веру и власть свою, к неудовольствию рижских немцев, которые считали себя господами Эстонии.

## Предпосылки и ход сражения
Следуя призыву Папы Гонория III, датский король Вальдемар II собрал армию (точная её численность неизвестна, но она составляла несколько тысяч воинов («многочисленное войско»)) и отправился в поход против язычников-эстов, желая «очиститься от грехов своих и доказать усердие к Рижской Богоматери». При нём находились архиепископы Андерс Лундский и Теодерик Эстонский, а также граф Альберт I Саксонский и Вицлав I Рюгенский. Летом 1218 года крестоносцы высадились на эстонском побережье поблизости от современного Таллинна и основали крепость (заложил Ревель), которую местные жители прозвали «датским замком» (Taani-linn). Эсты немедленно начали собирать войска, чтобы дать отпор противнику.
15 июня 1219 года объединённое войско эстов, насчитывавшее около двух тысяч бойцов, внезапно атаковало датчан неподалёку от замка, окружив их и нанеся удары сразу со всех сторон. Неожиданность нападения ошеломила крестоносцев, обратив их в бегство; Теодерик Эстонский, которого враги приняли за короля, был убит. Датчан спасла быстрая реакция вендских вассалов во главе с Вицлавом Рюгенским, который организовал контратаку и задержал эстов, дав основным силам перегруппироваться. Вальдемар II возглавил войско и обрушился на противника, в результате чего язычники были разбиты наголову и потеряли более тысячи человек.

## Последствия
Победа при Линданисе фактически означала завоевание Эстонии датчанами. После неё Вальдемар II получил прозвище «Победоносный», а разгром эстов позволил крестоносцам основать герцогство Эстляндское, просуществовавшее вплоть до середины XIV века.

## Отражение в культуре
Большинство хроник описывают битву при Линданисе как сражение доблестных датских крестоносцев с толпой злобных язычников и представляют её как великую победу Дании. По легенде, во время боя с небес упал флаг Дании — красное полотнище с белым прямым крестом, ставшее с тех пор государственным символом этой страны (и первым национальным флагом в мировой истории); по другой версии предания, это знамя послал Вальдемару II папа, благословляя его на участие в Крестовом походе.
В современных путеводителях по Таллину место предполагаемого падения красно-белого полотнища идентифицируется на востоке Вышгорода и именуется «Сад датского короля». Каждое лето здесь организуется праздник в честь Даннеброга, который пользуется большим успехом у туристов из Дании. На месте, где флаг якобы опустился на землю, установлен стилизованная статуя железного рыцаря.